# Saopaulista
Saopaulista là một chi bướm đêm thuộc phân họ Tortricinae của họ Tortricidae.

## Các loài
- Saopaulista prima Razowski & Becker, 2000